# Wide Streets Commission
Wide Streets Commission (officiellement Commissioners for making Wide and Convenient Ways, Streets and Passages) a été créé par une loi du parlement en 1757, à la demande de la municipalité de Dublin, comme un organisme chargé de régir les normes sur le tracé des rues, ponts, bâtiments et autres considérations architecturales de Dublin. La commission a été abolie par la loi Dublin Amélioration de 1849, avec la dernière réunion de la Commission aura lieu le 2 janvier 1851.